# Grünbichl (Gemeinde Pregarten)
Grünbichl ist eine Siedlung in der Stadtgemeinde Pregarten in Oberösterreich.
Die Siedlung südlich des Stadtkernes von Pregarten entwickelte sich im 20. Jahrhundert und besteht aus planmäßig angelegten Wohnvierteln für Einfamilienhäuser und am Rand aus Industrie- und Gewerbeflächen. Später kamen auch Wohnblöcke, Freizeiteinrichtungen wie das Freibad und die Schule hinzu. Lange Zeit bildete die Königswiesener Straße, die südlich von Grünbichl als Umfahrungsstraße ausgeführt ist, eine Barriere. Südlich und westlich dieser Straße bildeten sich aber weitere Siedlungen wie die Satzingersiedlung und Silberbach, wofür die Königswiesener Straße mehrmals mit Brücken und Kreuzungen versehen wurde.